# كلية بغداد

باص نقل الطلاب في كلية بغداد خلال عقد السبعينات

كلية بغداد، هي مدرسة ثانوية متميزة للبنين في بغداد، العراق تأسست سنة 1932م. تعتبر هذه المدرسة من أنجح مدارس العراق وتضم نخبة الطلاب، حيث تخرج منها العديد من المثقفين المعروفين والمفكرين وغيرهم الذين انتشروا في كافة أنحاء العالم حالياً.
تقع المدرسة في المربع السكني 11/45 في شارع الأخطل في شمال الشَمّاسية في قضاء الأعظمية في بغداد على الضفة الشرقية من نهر دجلة، كانت تلك الأرض هي قصر رشيد باشا الزهاوي، ثم استقرّ فيه الحاكم السياسي الإنكليزي، وكان تأسيس وبناء المدرسة في عام 1932م على يد الآباء اليسوعيين الأمريكيين، وما تزال المدرسة تحافظ على تدريس العلوم والرياضيات باللغة الإنكليزية اعتماداً على أسلوب مؤسسيها.
تعتبر كلية بغداد أعرق مدرسة ثانوية في القارة الآسيوية وتضمنت أرقى برامج التعليم والمعرفة على مدى عقود من تاريخها، وخرجت الآلاف من الأطباء والعلماء والمفكرين والقياديين والذي انتشروا في أغلب بقاع العالم. وهاجر أغلب خريجيها وأساتذتها بعيداً عن العراق بسبب الظروف السياسية غير المستقرة التي واجهت البلد على مدى تاريخه الحديث.

## التاريخ

الاباء اليسوعيون في كلية بغداد عام 1952

### التأسيس
في عام 1929م وبعد طلب من بطريرك الكلدان الكاثوليك في بغداد وبتوجيه من البابا بيوس الحادي عشر فإن مجموعة مكونة من أربعة آباء يسوعيين أمريكيين وصلوا إلى بغداد وأسسوا كلية بغداد كمدرسة ثانوية للبنين. عرفت بـ "BC on the Tigris" من قبل الآباء، المدرسة كانت تحتوي على كادر من الآباء من مقاطعة نيو أنكلاند اليسوعية.
بينما رحب مسيحيو بغداد بمجيء اليسوعيين، كان المسلمون في البداية مشككين من اتجاهاتهم. ولكن، لاحقاً قام المسلمون بمدح هذه المؤسسة حيث أصبح من الواضح أن مهمة اليسوعيين كانت لإغناء التعليم، وليس لتحويل المسلمين عن ديانتهم. الثقة كبرت في اليسوعيين في كلية بغداد حيث كانوا يحتفلون بالأعياد المسيحية والمسلمة في ديار طلابهم.
تاريخ كلية بغداد يعود بشكل كبير إلى تاريخ بغداد نفسها. أول اختبار للقوة حصل خلال الثورة المحركة من قبل النازيين في بغداد أيام الحرب العالمية الثانية. لكن اليسوعيون الأمريكيون ظلوا يعملون في كلية بغداد خلال ثورة رشيد عالي الكيلاني عام 1941م، عندما كان بقية الأمريكيين يهربون من البلاد. وهذه الشجاعة أدهشت رئيس الوزراء العراقي كثيراً بحيث قام بإرسال ولديه الإثنين إلى كلية بغداد بعد قمع الثورة.
أغلب طلبتها كانوا من اليهود والمسيحيين في عقدي الثلاثينات والأربعينات والكثير من الأجانب من العوائل الملكلية المخملية الراقية.

### عقد الخمسينات
خلال عقد الخمسينات، كان 50% من طلاب كلية بغداد من المسلمين، و35% من المسيحيين الكاثوليك، وحوالي 15% من المسيحيين الأرثوذكس. وقبل خروج اليهود من العراق بين عامي 1948 و1951، شكل اليهود نسبة ملحوظة من التشكلية الطلابية.
قبل تأسيس اعدادية كلية بغداد كانت العوائل العراقية الراقية ترسل أبناءها إلى كلية فيكتوريا في الإسكندرية في مصر. ولكن قرب كلية بغداد وتدريسها المتميز عكس هذا الطبع، فتخرج منها عدد كبير من طلاب العوائل العراقية الراقية.
وبمرور الوقت، فالحرم البالغ حجمه 25 أكر كبر ليضم تسعة بنايات كبيرة، من ضمنها مدرسة داخلية، مكتبة، ومختبرات.
نجاح كلية بغداد جعل اليسوعيون يقومون بتشكيل مؤسسة أخرى في بغداد عام 1956م، وهي جامعة الحكمة.

### عقد السبعينات
أُمِّمَتْ المدرسةُ في عقد السبعينيات واُلحِقت إدارتها بوزارة التربية وأغلق المرصد الفلكي فيها.

### عقد الثمانينات
في بداية الثمانينات من القرن العشرين درس كل من قصي (1978-1984) وعدي (1976-1982) أبناء الرئيس العراقي السابق صدام حسين في هذه المدرسة ولمدة ست سنوات لكل منهما.

### 2006/2007
وقعت في هذا العام بعض الأحداث التي هددت الأمن في منطقة الأعظمية ببغداد (موقع كلية بغداد) ومن ضمنها إرسال تهديد إلى الكلية نص على أن تغلق المدرسة أبوابها وإلا سيتم استخدام أسلوب العنف والتهديد بالقتل.
قررت وزارة التربية والتعليم إثر هذا التهديد نقل طلاب وأساتذة كلية بغداد إلى ثانوية المتميزين الواقعة في الرصافة 2 حفاظاً على حياتهم، وقد رحبت ثانوية المتميزين بكلية بغداد وبأساتذتها ولكن حصل بعدها صعوبات في الإدارة والتدريس فقد تم نقل حوالي 1700 طالباً فوق الموجودين في الثانوية، أي أن عدد الطلاب فاق الـ2500 طالب وكذلك الأساتذة الذي بلغ عددهم حوالي 80 أستاذاً وأستاذة، فأصبح الحمل كبيراً على الإدارة في تنظيم الصفوف والجداول وكذلك الصعوبة التي واجهها طلاب كلية بغداد، فمن المعلوم أن منهج مواد كلية بغداد في (الرياضيات - العلوم - الأحياء - الكيمياء - الفيزياء) باللغة الإنكليزية، أما في ثانوية المتميزين فباللغة العربية مما أحدث تغيراً جذرياً في دراسة طلاب الكلية.
واجه كل من طلاب كلية بغداد وثانوية المتميزين صعوبة في الاندماج والاختلاط فوصل الأمر إلى الاشتباك بين طلاب المدرستين، وقد وصل الاختلاف إلى أن ينشر مقال في إحدى الصحف تحت عنوان (كلية بغداد ضيف ثقيل)!!! وكان هذا المقال عبارة عن شكوى إلى الوزير!
وبعدها لم يستطع طلاب كلية بغداد الاستمرار حيث عادوا إلى منطقة الأعظمية والتي كانت تعد منطقة ساخنة حيث سقطت أكثر من مرة قذائف هاون على ساحات لعب كرة القدم وفي أحد الأيام تعرض بعض الطلاب إلى إطلاق نار من سيارة مجهولة عندما كانوا واقفين أمام المدرسة ولكن دون إصابات.
هذا فضلاً عن عمليات الخطف التي كانت تحدث بصورة شبه مستمرة في شارع الأخطل المؤدي إلى المدرسة المعروف في تلك الفترة بشارع الموت.

### 2008 إلى الآن
بحلول العام الدراسي (2007 - 2008) وبالتحديد في شهر تشرين الأول 2007 استطاعت وزارة التربية فتح كلية بغداد من جديد في موقعها الأصلي بالإضافة إلى فتح مبنى ملحق في منطقة زيونة مساعدة لطلاب المنطقة للوصول إليها سالمين فصدر أمر وزاري بعودة جميع الطلاب إما إلى الموقع الأصلي أو الملحق وعودة جميع الأساتذة إلى كلية بغداد فعاد قسم منهم إلى موقعها الأصلي والقسم الآخر إلى ملحق كلية بغداد في زيونة وقد أدى هذا إلى الاستقرار الإداري في ثانوية المتميزين وعاد كل شيء إلى ما كان عليه واستقر الوضع في كلتا المدرستين.
وفي عام 2009 افتتح فرع آخر للمدرسة في جانب الكرخ من بغداد في منطقة البياع، وكان مديرها أحمد سلمان فرج.

### كلية بغداد للبنات
بعد عام 2008 افتتح فرع لكلية بغداد في منطقة الباب الشرقي في بغداد ودمجت مع ثانوية العقيدة العريقة للبنات.

### العمداء السابقون
الترتيب تصاعدي، من العام 1969 م وإلى الآن:
- جمال حسين أحمد الآلوسي
- حمد عبد المجيد محمد الكبيسي
- سليمان داود عبد الجعفري
- صبحي أحمد حسن العاني
- عبد الرحيم أسود محمود
- فازع ربيع حسني العاني
- قتيبة عبد الواحد حسن الدروبي
- خلف إبراهيم مرهج
- ليث فالح القصاب
- محمد فارس عبد العزيز
- موفق توفيق السمعاني
- عناد جبار عبد الحمود الدليمي
- صباح محمد يحيى المصرف
- سرمد محمد فوزي مصطفى
- يعقوب يوسف مهدي
- محمدعبد عباس
- مهدي العاني
- غانم حميد محمد
- رياض عطا العبيدي

## مشاهير الخريجيين
تخرج من كلية بغداد العديد من الشخصيات المعروفة من بينهم:
- إياد علاوي، رئيس الوزراء العراقي السابق ونائب رئيس الجمهورية حاليا (حضر المدرسة، لم يتخرج منها)
- أحمد الجلبي، النائب في البرلمان العراقي ووزير النفط السابق (حضر المدرسة، لم يتخرج منها)، كذلك كان من أحد طلاب ابتدائية مدام عادل العريقة جدا ً (العهد الجديد حالياً) والتي كان يرتادها أغلبية العوائل المترفة الراقية من اليهود والمسيحيين ولكن بريقها اللامع قد تلاشى بشكل كبير جدا ً بعد عام 1990.
- عادل عبد المهدي، رئيس الوزراء العراقي (2018- 2019) (حضر المدرسة، ولم يتخرج منها).
- ليث كبة، المساعد الرئيسي لرئيس الوزراء العراقي السابق إبراهيم الجعفري.
- اللوردآرا درزي، جرّاح ومستشار في وزارة الصحة البريطانية. أكمل الدراسة الطبية الأولية في أيرلندا وهو الآن جراح أول في الجراحة التنظيرية في مستشفى سانت ماري في لندن.
- عيزرا اسحاق، عالم في الطب وهو أول من قام بعملية ترقيع شبكية العين بواسطة الليزر، يهودي فرنسي الجنسية من أصل عراقي.
- شانت اسانسيليان، موسيقار أمريكي الجنسية ومن أصل عراقي (مسيحي أرمني) غادر العراق في عام 1980 ويعيش حاليا في السويد ولديهِ مسرح موسيقي باسمه.
- غسان موسى كاظم، طبيب أختصاص عيون، عمل في مدينة ليفربول في مستشفى لطب العيون. وعندما عاد للعراق اجرى الكثير من العمليات الجراحية الناجحة في مستشفى ابن الهيثم للعيون.
- كنعان مكية، مؤسس مؤسسة ذاكرة العراق.
- فاروق أحمد سعد الدين، سياسي ودبلوماسي سابق.
- نجم الدين السهروردي.[2]
- منجد المدرس: أستاذ مشارك في جراحة العظام بمدرسة الطب في جامعة نوتردام أستراليا بمدينة سيدني.[7]
- قصي وعدي ولدا الرئيس العراقي صدام حسين.
- نزار حمدون، سفير العراق لدى الولايات المتحدة في الفترة من 1984 إلى 1988 ومندوب العراق في الأمم المتحدة في الفترة من 1992 إلى 1998.
- المهندس منهل العاني قارئ للقرآن، والمجود بالمقامات العراقية وخبير النغمات الصوتية، ويعتبر أحد أعلام تلاوة القرآن على الطريقة البغدادية في العراق.

## وصلات خارجية
- مجموعة فيديوهات في كلية بغداد على يوتيوب
- MacDonnell, Joseph. "The Jesuits of Baghdad: 1932-69" ( نسخة محفوظة 25 أغسطس 2015 على موقع واي باك مشين.). America. May 26, 2003. (بالإنجليزية)
- "Baghdad College And America's Shifting Role In Iraq" ( نسخة محفوظة 24 يوليو 2015 على موقع واي باك مشين.). الإذاعة الوطنية العامة. September 7, 2011. (بالإنجليزية)
- أنتوني شديد. "The American Age, Iraq" (Archive). جرانتا. October 10, 2012. See profile. (بالإنجليزية)
- "Two Jesuit Colleges in Baghdad From the introduction to the book Jesuits By The Tigris by Joseph MacDonnell, S.J." (). - Posted to the page of Joseph MacDonnell at جامعة فيرفيلد  [لغات أخرى]‏. (بالإنجليزية)
- "Baghdad College And America's Shifting Role In Iraq" (radio transcript, نسخة محفوظة 24 أغسطس 2015 على موقع واي باك مشين.). الإذاعة الوطنية العامة. September 7, 2011. (بالإنجليزية)